# Консервативний юдаїзм
Консервативний юдаїзм (івр. יַהֲדוּת מָסָרְתִּית раніше історичний іудаїзм або історична позитивна школа) — сучасна течія в іудаїзмі, одно з трьох основних течій в цій релігії разом з ортодоксальним і реформістом іудаїзмом. Виникло в середині XIX століття в Німеччині, перші організовані форми утворилися на початку XX століття в США.

## Історія

### Зародження позитивно-історичного юдаїзму

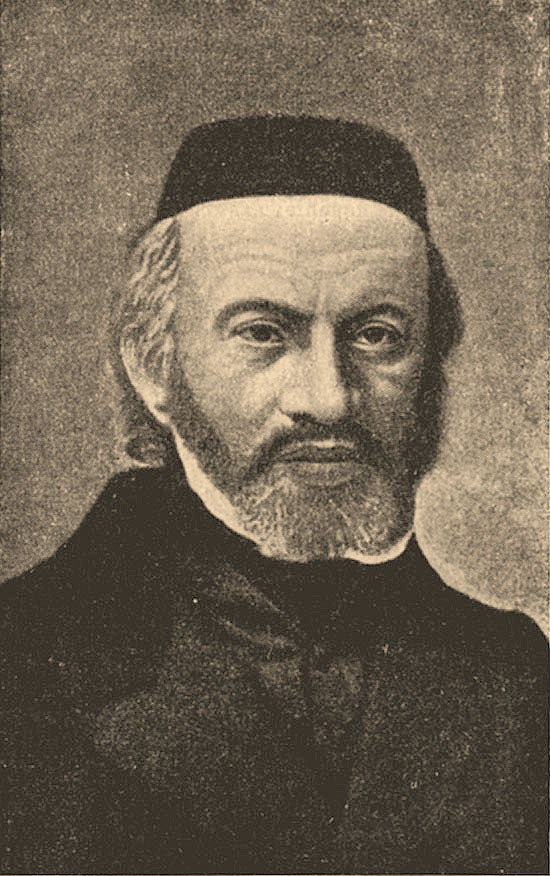
Захарія Франкель

Консервативний іудаїзм бере початок в так званому позитивно-історичному іудаїзмі — філософській і релігійній течії, що виникла в Німеччині. Його виникнення було обумовлене позицією європейських держав на Віденському конгресі 1815 року. Після того, як євреям Центральної Європи на цьому конгресі було відмовлено в емансипації, в прошарку єврейських громад, що прагнув брати участь в культурному і політичному житті своїх країн, виникла течія реформіста. Ідеологи реформізму прагнули переосмислити іудаїзм в руслі сучасних західних релігій, що дозволило б брати участь в громадському житті без повної асиміляції і переходу в християнство. Погляди на те, в якому ступені для цього вимагається відмовитися від єврейської традиції, проте, різко розрізнялися у радикального і помірного крил реформістів. У результаті на конференції рабинів 1845 року у Франкфурті спори навколо того, чи слід зберігати іврит як мову молитви, привели до розриву. Головний рабин Дрездена Захарія Франкель оголосив про створення окремого напряму в русі реформіста — позитивно-історичного іудаїзму, відмінними рисами якого були б (при проведенні певних помірних реформ) шанобливе ставлення до єврейської традиції і, зокрема, до ритуальної сторони класичного іудаїзму. У 1854 році Франкель виступив з конкретнішою версією цього розпливчатого визначення, заснувавши так звану Єврейську богословську семінарію (йому. Juedisch — Theologisches Seminar) у Бреслау. Ця семінарія продовжувала залишатися ідейним центром історичного іудаїзму і місцем підготовки рабинів цього напряму до кінця 1930-х років, коли її роботі поклали край нацисти. Ще одним ідейним лідером руху в Європі став Генріх Грец, розглядаючий іудаїзм як основу історичної винятковості єврейства — триєдність Тори, народу і Землі Ізраіля.

### Розвиток у США

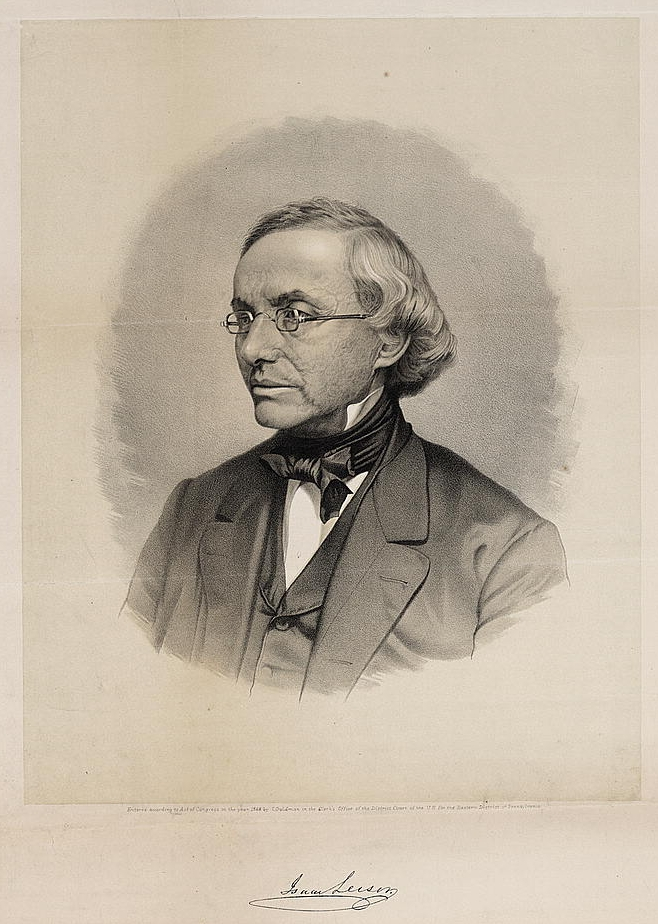
Айзек Лісер

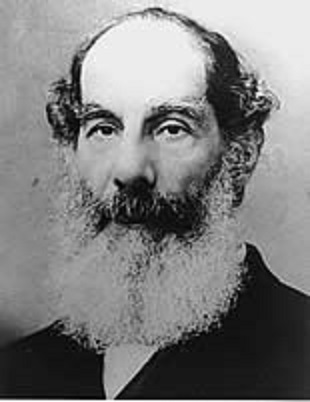
Сабато Морейс

Основний розвиток історичний іудаїзм отримав в США, де з початку XX століття став називатися консервативним. Першим ідеологом течії в Північній Америці став Айзек Лисер, що отримав релігійну освіту в Німеччині і емігрував в США в 1824 році. Лисер, до 1850 року колишній хаззаном філадельфійської сефардской общини «Микве Исраэль», став першим, хто ввів в ужиток проповіді англійською мовою. Він також скоротив деякі молитви, зберігаючи в той же час традиційну структуру іудейської літургії. З 1867 по 1873 рік під керівництвом Лисера діяла школа рабинів Маймонидиз-коледж, уперше в США що підготувала чотирьох рабинів. До кінця XIX століття в США пануючою течією в іудаїзмі було реформіст, але у консерваторів сформувалися сильні громади у Філадельфії, Нью-Йорку і Балтіморі. Хоча американські консерватори шукали контактів з реформістами, розбіжності з важливих питань залишалися занадто сильні. У 1885 році стався розрив і в США, коли Конференція рабинів реформістів виступила з радикальною платформою, що допускала відмову від кашрута. Вже наступного року група консервативних віровчителів на чолі з лідером філадельфійської общини Сабато Морейсом заснувала Єврейську теологічну семінарію (ЕТС), де у дусі історичного іудаїзму викладали вихідці із Західної Європи.
Змичка консервативного іудаїзму з ортодоксальним в США не вдалася, як і з реформістом. Була створена Асоціація ортодоксальних синагог США, одним з президентів якої був лідер нью-йоркської консервативної общини Генрі (Хаим) Перейра Мендес, але незабаром ортодокси відмовилися визнавати равинський авторитет випускників ЕТС. У 1901 році ці випускники створили організацію, з 1920 року що називалася Американські равинські збори, а з 1962 року, коли її охоплення стало міжнародним, — Равинські збори. З 1913 року сформована Об'єднана синагога Америки. З 1917 року майданчиком для теологічних диспутів став Комітет з інтерпретації єврейського закону, згодом перейменований в Комітет з єврейських законів і стандартів (англ. Committee on Jewish Law and Standards).
У 1950 році до консервативної гілки іудаїзму належали майже 50 % американських євреїв, але зі збільшенням числа невіруючих частка консервативних євреїв до 1970 року впала до 40 % (1,5 млн осіб у 350 тисяч сімей). Частина євреїв також повернулася з консервативної гілки юдаїзму до ортодоксальної, що переживала у США новий розквіт. Після Другої світової війни, в 1947 році, в рамках тенденції до децентралізації консервативного іудаїзму в США було засновано Університет іудаїзму у Лос-Анджелесі. Цей вищий навчальний заклад підкреслює свою незалежність від Єврейської теологічної семінарії Нью-Йорка, і в 1996 році в його структурі з'явилася окрема школа рабинів. Відсоток консервативних іудеїв серед американського єврейства продовжує знижуватися в XXI столітті: до 2000 їх частка впала до 26 %.

### Подальше поширення

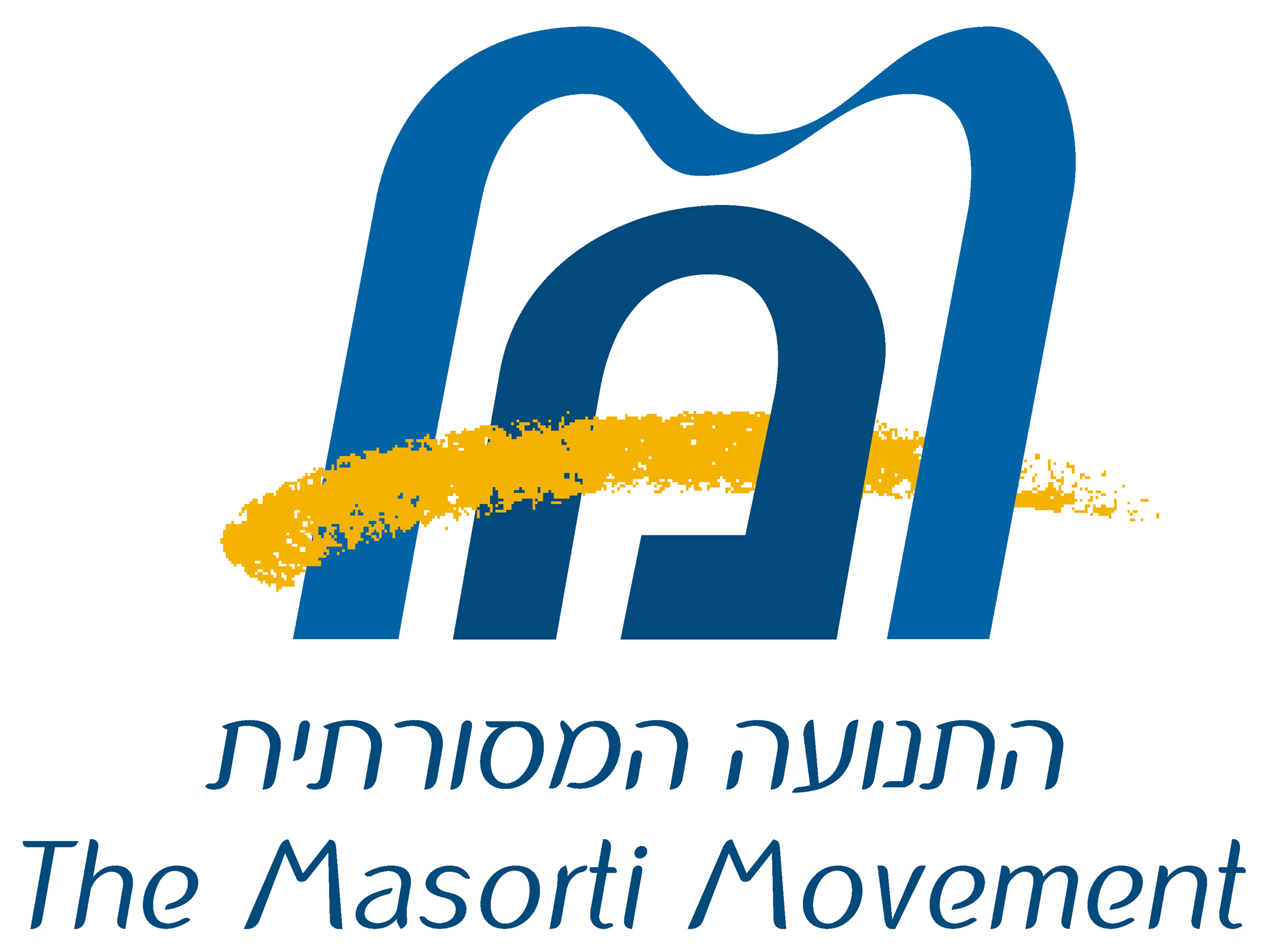
Емблема Руху традиційного юдаїзму (Ізраїль)

З 1957 року діє створена з ініціативи Об'єднаної синагоги Америки Всесвітня рада синагог, під егідою якої зібрано консервативні громади та синагоги по всьому світу. 1963 року в Єрусалимі відкрився академічний центр Єврейської теологічної семінарії. Перші консервативні громади в Ізраїлі сформувалися з американських євреїв, що вчинили алію, на початку 1960-х років, а після 1967 року в країну почали прибувати в значній кількості консервативні рабини. З 1978 року в Ізраїлі діє Рух традиційного юдаїзму (івр. התנועה המסורתית בישראל) — головна організація консервативних громад країни. До 1982 в Ізраїлі налічувалися 35 таких громад, з них 9 в Єрусалимі, а до 2005 їх кількість зросла приблизно до 50. Хоча центральну роль у релігійному житті країни продовжує грати ортодоксальний Головний равінат Ізраїлю, за рішенням кнесета був створений Інститут єврейських досліджень, де поряд з ортодоксальними представлені консервативні та реформістські рабини. Ведуться також консультації щодо можливих змін у законодавстві, які б дозволили проводити гіюр в Ізраїлі представникам цих двох течій нарівні з ортодоксальними рабинами.

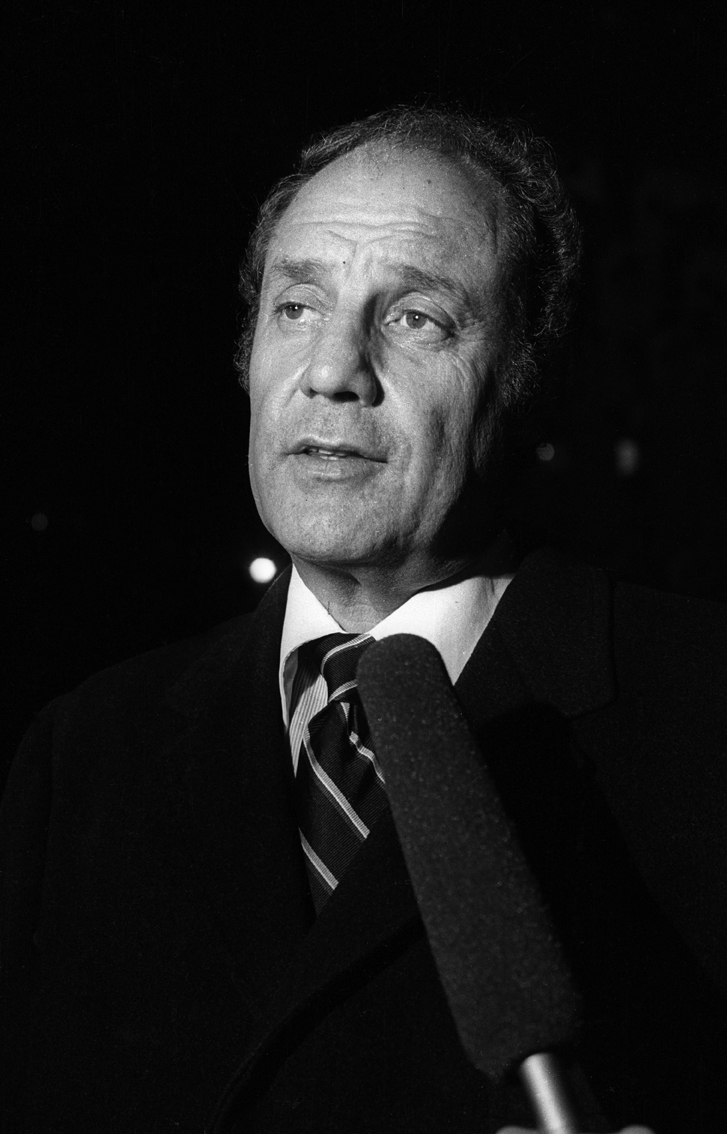
Маршалл Майєр

У другій половині XX століття консервативний іудаїзм набув поширення в країнах Латинської Америки. Цьому сприяв випускник нью-йоркської Єврейської теологічної семінарії Маршалл Майєр, який у 1962 році заснував Латиноамериканську рабинську семінарію. До 1999 число консервативних рабинів в Латинській Америці перевищувало 40, і в багатьох її країнах консервативний іудаїзм перетворився на домінуючий перебіг цієї релігії. Випускники Латиноамериканської рабинської семінарії спонсорували переклад іудейської літургії іспанською та португальською мовами.
Піонером консервативного іудаїзму у Великій Британії став Луїс Джейкобс, який в 1963 році залишив ортодоксальну конгрегацію Об'єднана синагога (Англія) і заснував Нову синагогу Лондона. До 1985 року в північно-східній частині Лондона сформувалися ще дві консервативних іудейських громади, які разом із першою утворили Асамблею традиційних синагог (англ. Assembly of Masorti Synagogues). Своїми основними принципами англійський консервативний іудаїзм проголосив толерантність, традицію та відмову від фундаменталізму. До 2000 року в Англії налічувалося близько 3000 прихильників традиційного юдаїзму. У Франції перша конгрегація традиційного іудаїзму, «Адат Шалом», виникла Парижі 1988 року; друга, у Ніцці, з'явилася десятьма роками пізніше; в обох перебувають переважно сефардські євреї.
Консервативні громади за межами Північної Америки та Ізраїлю об'єднує організація «Масорті Оламі» (Всесвітня рада синагог), хоча багато провідних консервативних рабинів Європи у свою чергу є випускниками Інституту єврейських досліджень імені Шехтера в Єрусалимі .
Крім Англії та Франції, довгий час існує шведська консервативна громада, а пізніше стали виникати конгрегації і в інших європейських країнах — Іспанії, Німеччині, Чехії, Австралії, а також в Україні. Там функціонують три консервативні громади, в таких містах як Київ, Чернівці, Одеса.
Консервативний юдаїзм в Україні
- Київ — громада Масорет,
- Чернівці — громада Авів,
- Одеса — громада Тиферет,
- Харків — ліцей Шаалавім

## Специфіка
Незважаючи на свою назву, консервативний іудаїзм загалом стоїть на більш ліберальних позиціях, ніж будь-які течії всередині ортодоксального іудаїзму. Як і в ортодоксальній гілки, в консервативному юдаїзмі прийнято постулат про святість шабата, проте в 1960 році рабинські збори дозволили в суботу користуватися транспортом для того, щоб дістатися синагоги. Правила кашруту дотримуються. Іншими характерними відмінностями від ортодоксального іудаїзму є скасування поділу приміщення синагоги на чоловічу та жіночу частини та введення органної музики до літургії. У той самий час через опору ортодоксів невдачею закінчилася ініціатива зміни тексту ктуби, спрямованому можливість отримати розлучення для агуны (солом'яної вдови).

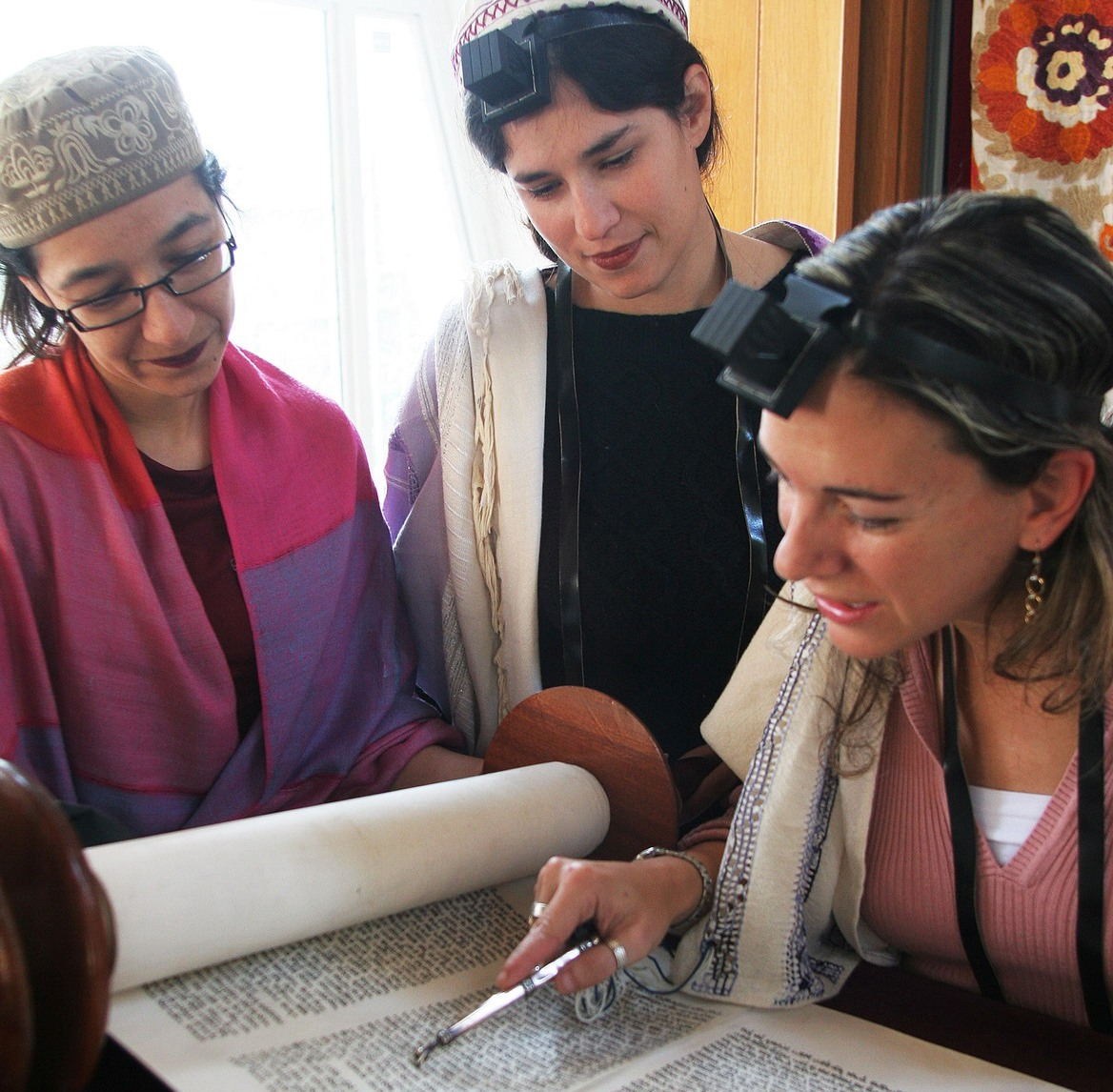
Консервативні рабини-жінки за читанням Тори

З 1974 року до підрахунку міньяна (кворуму в 10 осіб, необхідного для виголошення молитви) до консервативного юдаїзму включаються жінки. З 1985 року практикується висвячення жінок у консервативні рабини, і за наступні 20 років було підготовлено 120 жінок-рабин  (раніше в деяких консервативних громадах жінки вже могли ставати хаззанами).
Основні принципи Консервативного юдаїзму:
- Визнання Галахи як керівництво до життя
- Нефундаменталістське викладання основ єврейської релігії
- Позитивне ставлення до сучасної культури

У консервативних єврейських громадах довгий час існує позитивне ставлення до сіонізму, що відрізняє їх від реформістської та ортодоксальної течій іудаїзму, де сильні антисіоністські настрої або, у кращому разі, байдуже ставлення до єврейської державності.